# Mulde
El Mulde és un riu d'Alemanya que neix a Sermuth de la confluència de dos rius-fonts, el Zwickauer Mulde i el Freiberger Mulde a l'estat de Saxònia i que desemboca a l'Elba Dessau-Roßlau (Saxònia-Anhalt). Amb un cabal mitjà de 65 m³/s a la desembocaddura és el quart afluent més important de l'Elba. Desguassa el vessant septentrional de les Muntanyes Metal·líferes i la major part de Saxònia.
El nom prové d'una arrel pregermànic Milda que significa «cabalós, abundant en aigua».
Des de 2015 s'ha començat un projecte «Mulde salvatge» (en alemany wilde Mulde) per renaturalitzar tres trams majors del curs inferior del riu entre Retzau i Dessau, situades a la reserva de la biosfera «Elba mitjana».

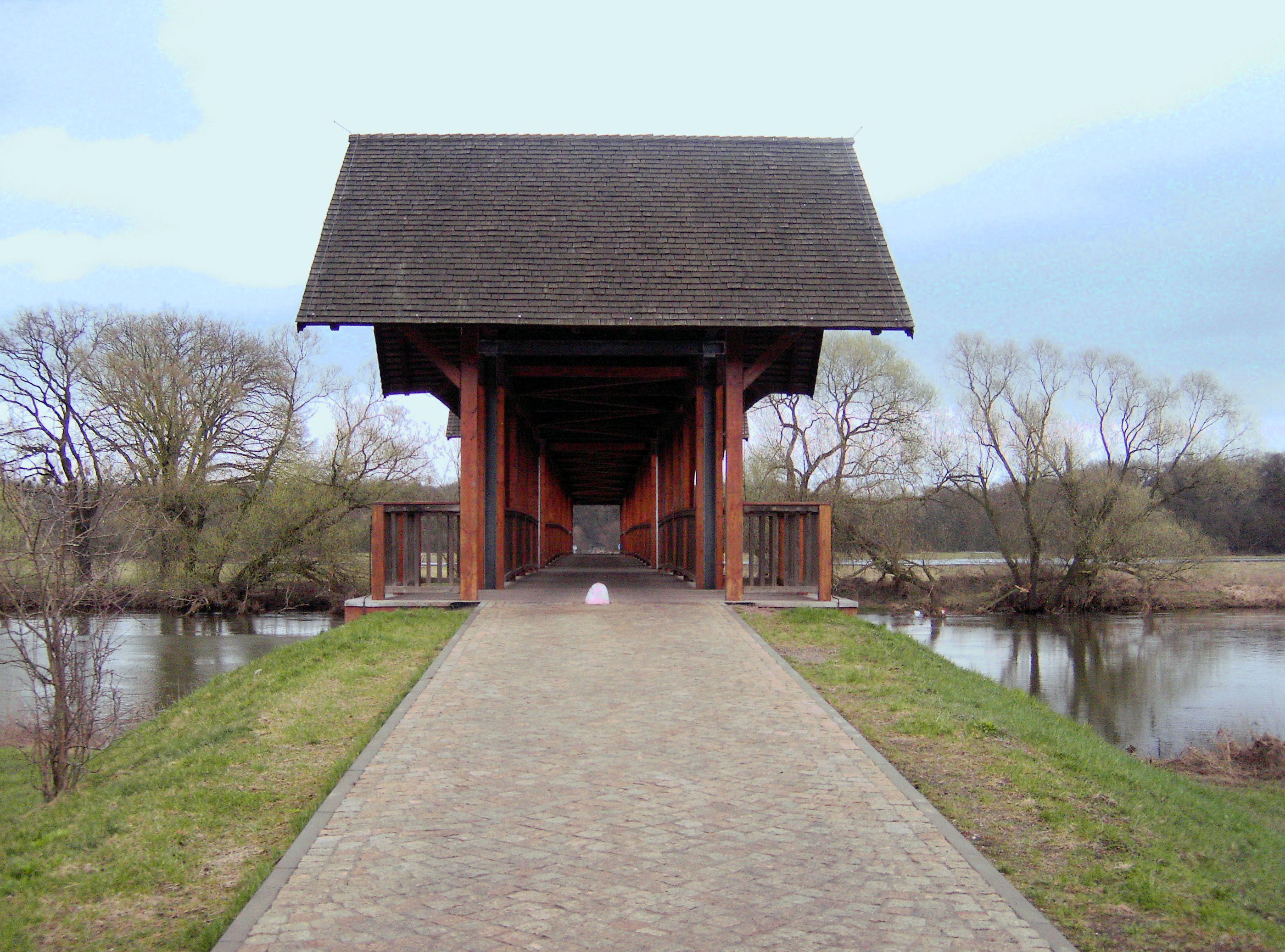
Pont al Mulde a Dachau
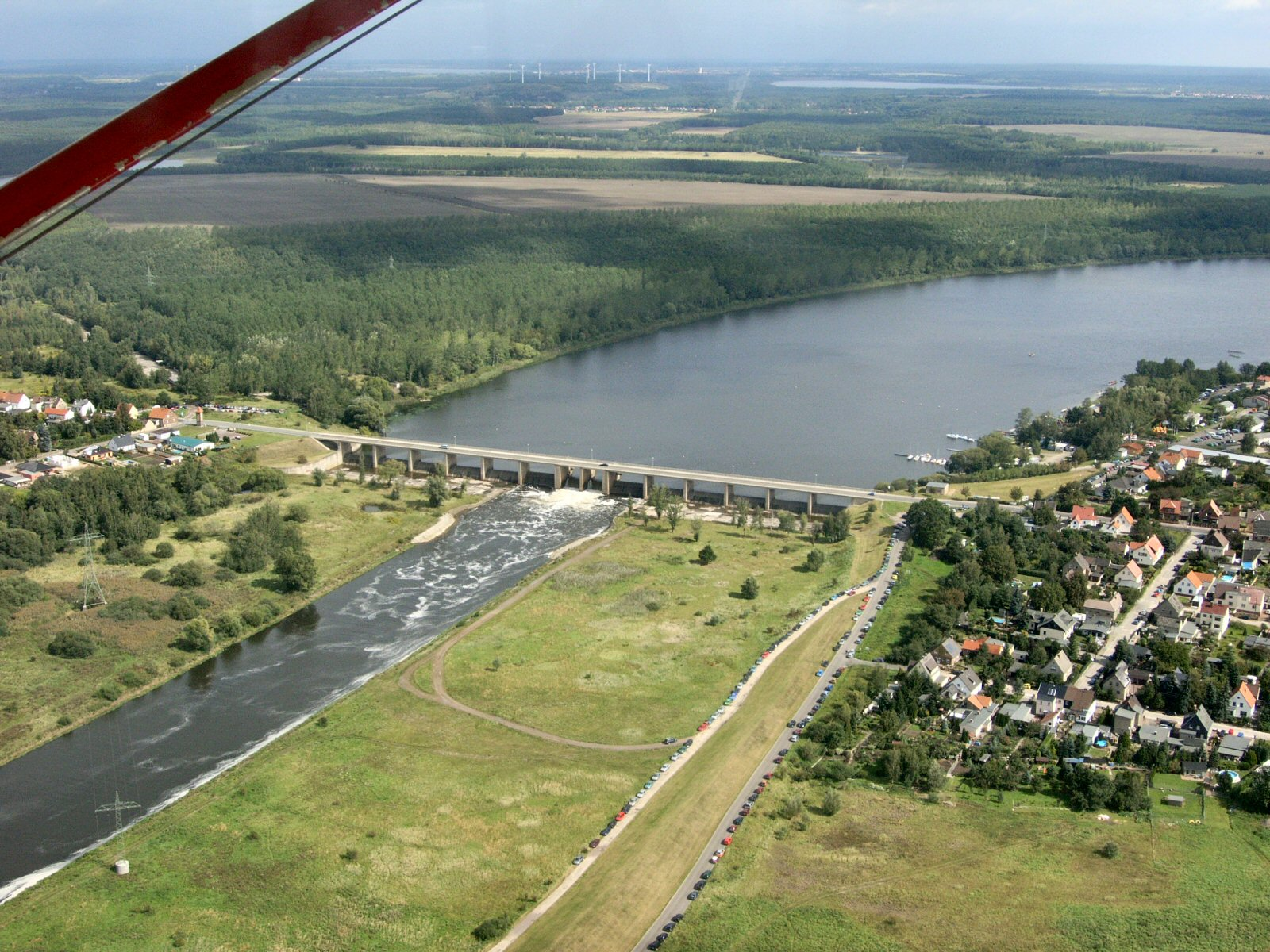
Pantà del Mulde a Friedersdorf
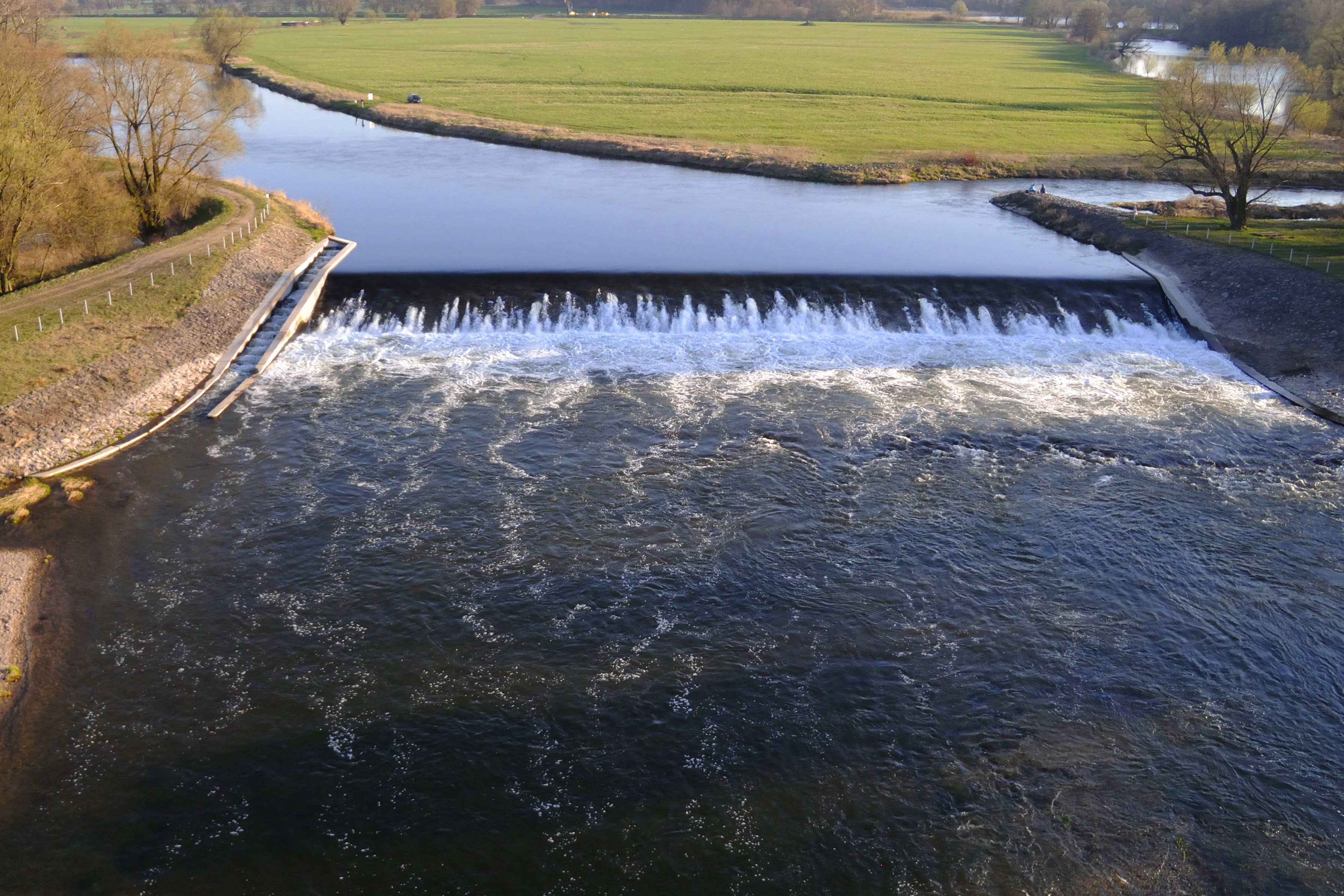
Pas de peix a la presa de Kollau
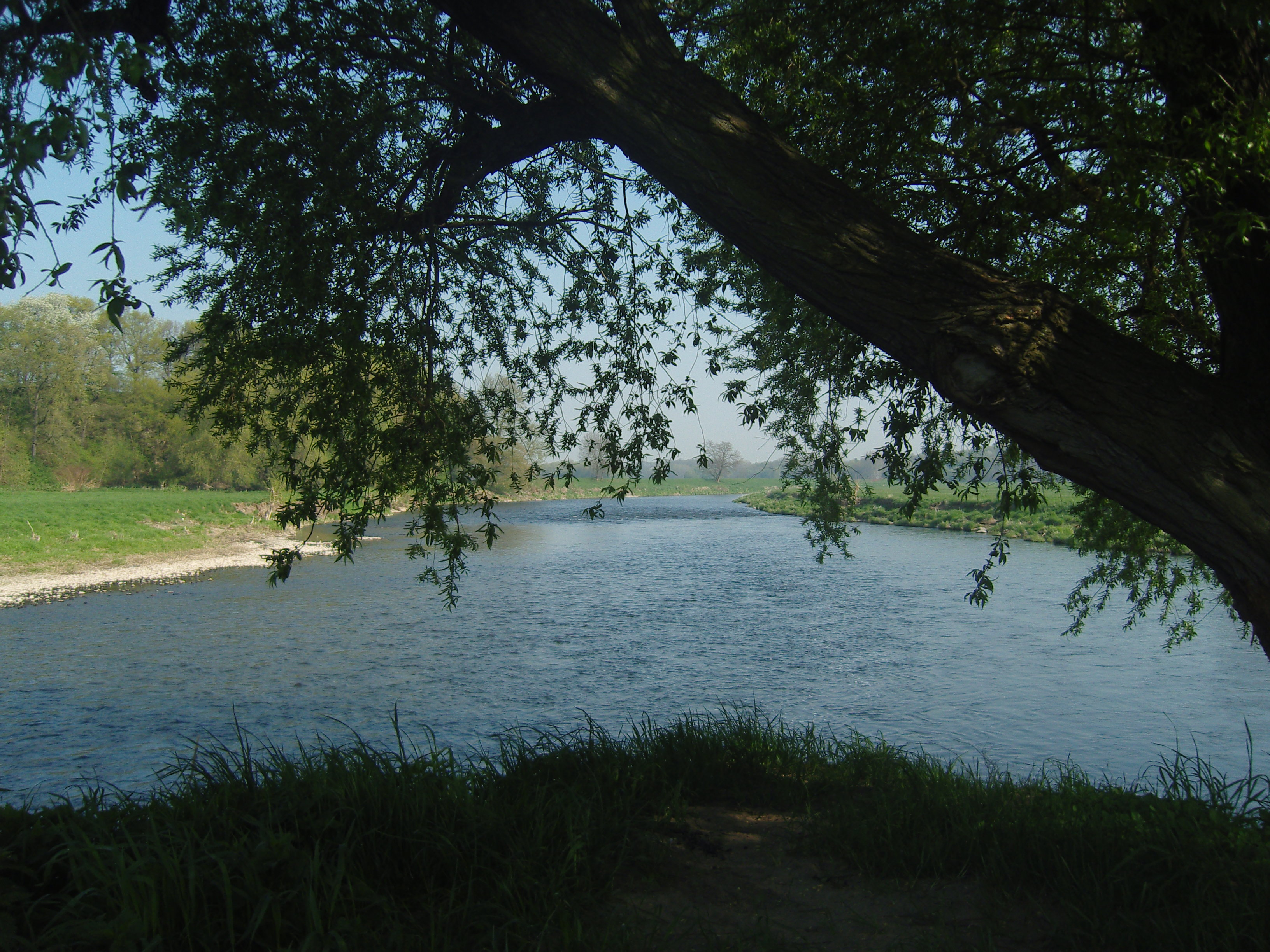
Desembocadura a l'Elba

## Afluents principals
- Zwickauer Mulde
  - Zschopau
  - Flöha
- Freiberger Mulde
  - Chemnitz
  - Lungwitzbach
  - Schwarzwasser